# اتفاقية التنوع البيولوجي
اتفاقية التنوع البيولوجي هي معاهدة متعددة الأطراف. الاتفاقية تضم ثلاثة أهداف رئيسية هي:
1. حفظ التنوع البيولوجي (أو التنوع الحيوي).
2. الاستخدام المستدام لمكوناته.
3. التقاسم العادل والمنصف للمنافع الناشئة عن استخدام الموارد الجينية.

وبعبارة أخرى الهدف منه هو وضع استراتيجيات وطنية للحفظ والاستعمال المستدام للتنوع البيولوجي. غالبا ما ينظر إليها على أنها وثيقة رئيسية بشأن التنمية المستدامة.
افتتح باب التوقيع على الاتفاقية في مؤتمر قمة الأرض في ريو دي جانيرو يوم 5 يونيو 1992 ودخلت حيز التنفيذ يوم 29 ديسمبر 1993.
2010 هي السنة الدولية للتنوع البيولوجي. أمانة اتفاقية التنوع البيولوجي هي النقطة المحورية للسنة الدولية للتنوع البيولوجي. في عام 2010 أثناء المؤتمر العاشر اعتمدت الأطراف في اتفاقية التنوع البيولوجي في أكتوبر في ناغويا باليابان. في 22 ديسمبر 2010 أعلنت الأمم المتحدة الفترة من 2011 إلى 2020 عقد الأمم المتحدة المعني بالتنوع البيولوجي.

## حول الاتفاقية
الاتفاقية اعترفت لأول مرة في القانون الدولي لحفظ التنوع البيولوجي هو «الاهتمام المشترك للبشرية» وجزء لا يتجزأ من عملية التنمية. تغطي الاتفاقية جميع النظم الإيكولوجية والأنواع والموارد الوراثية.يربط جهود المحافظة التقليدية إلى الهدف الاقتصادي من استخدام الموارد البيولوجية على نحو مستدام. يحدد مبادئ التقاسم العادل والمنصف للمنافع الناشئة عن استخدام الموارد الجينية ولا سيما تلك الموجهة للاستخدام التجاري. كما يغطي مجال التوسع السريع للتكنولوجيا الحيوية من خلال بروتوكول قرطاجنة للسلامة البيولوجية ومعالجة تطوير ونقل التكنولوجيا وتقاسم المنافع وقضايا السلامة الأحيائية. الأهم من ذلك أن الاتفاقية ملزمة قانونيا وتلتزم الدول التي تنضم إليها لتنفيذ أحكامها .
الاتفاقية تذكر صناع القرار أن الموارد الطبيعية ليست لا نهائية وتحدد فلسفة الاستخدام المستدام. بينما تهدف جهود المحافظة الماضية إلى حماية الأنواع والموائل المعينة التي تعترف الاتفاقية أن النظم الإيكولوجية والأنواع والجينات يجب أن تستخدم لصالح البشر. ومع ذلك ينبغي أن يتم ذلك بطريقة وبمعدل لا يؤدي إلى انخفاض على المدى الطويل للتنوع البيولوجي.
كما توفر الاتفاقية توجيه صناع القرار على أساس مبدأ الحيطة أنه حيثما يكون هناك تهديد من انخفاض كبير أو فقدان التنوع البيولوجي وانعدام اليقين العلمي الكامل لا ينبغي أن تستخدم سببا لتأجيل اتخاذ تدابير لتجنب أو تقليل مثل هذا التهديد. تقر الاتفاقية الحاجة إلى استثمارات كبيرة للحفاظ على التنوع البيولوجي. تجادل من شأنها أن تجلب لنا الحفاظ على الفوائد البيئية والاقتصادية والاجتماعية الهامة في المقابل.
ان اتفاقية التنوع البيولوجي لعام 2010 تحظر بعض أشكال الهندسة الجيولوجية.

## القضايا وفقا لمبدأ
بعض من كثير من المسائل التي تناولتها بموجب الاتفاقية تشمل:
- التدابير والحوافز على الحفظ والاستخدام المستدام للتنوع البيولوجي.
- تنظيم الحصول على الموارد الجينية والمعارف التقليدية بما في ذلك الموافقة المسبقة عن علم من الطرف الذي يقدم الموارد.
- تقاسم بطريقة عادلة ومنصفة نتائج البحث والتطوير والمنافع الناشئة عن الاستخدام التجاري وغيره للموارد الجينية مع الطرف المتعاقد الذي يوفر هذه الموارد (الحكومات و / أو المجتمعات المحلية التي وفرت موارد المعرفة أو التنوع البيولوجي التقليدي المستخدمة).
- الوصول إلى ونقل التكنولوجيا بما في ذلك التكنولوجيا الحيوية إلى الحكومات و / أو المجتمعات المحلية التي وفرت موارد المعرفة و / أو التنوع البيولوجي التقليدي.
- التعاون التقني والعلمي.
- تنسيق دليل عالمي للخبرة التصنيفية (المبادرة العالمية للتصنيف).
- تقييم الأثر.
- التثقيف والتوعية العامة.
- توفير الموارد المالية.
- الإبلاغ الوطني عن الجهود المبذولة لتنفيذ التزامات المعاهدة.

## بروتوكول قرطاجنة
اعتمد بروتوكول قرطاجنة للسلامة الأحيائية من الاتفاقية التي تعرف أيضا باسم بروتوكول السلامة الأحيائية في يناير 2000. يسعى بروتوكول السلامة الأحيائية لحماية التنوع البيولوجي من المخاطر المحتملة التي تشكلها الكائنات الحية المحورة الناشئة عن التكنولوجيا الحيوية الحديثة.
بروتوكول السلامة الأحيائية يجعل من الواضح أن المنتجات من التكنولوجيات الجديدة يجب أن تقوم على مبدأ الحيطة والسماح للدول النامية لتحقيق التوازن بين الصحة العامة ضد الفوائد الاقتصادية. على سبيل المثال سوف يسمح للبلدان أن تفرض حظرا على الواردات من كائن معدل وراثيا إذا شعروا أن هناك أدلة علمية على عدم أمان المنتج ويتطلب المصدرين لتسمية شحنات تحتوي على السلع المعدلة وراثيا مثل الذرة أو القطن.
تم التوصل إلى العدد المطلوب من 50 وثيقة مصدقة للانضمام أو الموافقة أو القبول من قبل الدول في مايو 2003. وفقا لأحكام المادة 37 دخل البروتوكول حيز النفاذ في 11 سبتمبر 2003.

## الاستراتيجية العالمية لحفظ النبات
في أبريل 2002 اعتمدت الأطراف في اتفاقية التنوع البيولوجي التابع للأمم المتحدة توصيات إعلان غران كناريا للدعوة إلى الاستراتيجية العالمية لحفظ النبات واعتمدت خطة من 16 نقطة تهدف إلى إبطاء معدل انقراض النباتات في جميع أنحاء العالم بحلول عام 2010.

## الأطراف
مائة وخمسة وتسعين دولة والاتحاد الأوروبي هي أطراف في الاتفاقية. جميع الدول الأعضاء في الأمم المتحدة مع استثناء الولايات المتحدة صدقت على المعاهدة. الدول غير الأعضاء في الأمم المتحدة التي صدقت هي جزر كوك ونييوي وفلسطين. الكرسي الرسولي والدول ذات الاعتراف المحدود لم تصدق على الاتفاقية. وقعت الولايات المتحدة ولكن لم تصادق على المعاهدة كما لم تعلن عن خطط للتصديق عليها.

## الهيئات الدولية التي وضعتها اتفاقية
مؤتمر الأطراف: الهيئة الإدارية للاتفاقية هو مؤتمر الأطراف الذي يتألف من جميع الحكومات (ومنظمات التكامل الاقتصادي الإقليمية) التي صدقت على المعاهدة. تستعرض هذه السلطة المطلقة التقدم المحرز في إطار الاتفاقية وتحدد أولويات جديدة ومجموعات عمل خطط للأعضاء. يمكن للأطراف إجراء التعديلات على الاتفاقية وإنشاء هيئات استشارية من الخبراء واستعراض التقارير المرحلية من قبل الدول الأعضاء والتعاون مع المنظمات والاتفاقات الدولية الأخرى.
يستخدم مؤتمر الأطراف الخبرة والدعم من العديد من الهيئات الأخرى التي أنشأتها الاتفاقية. بالإضافة إلى اللجان أو الآليات التي أنشئت على أساس مخصص واثنين من الأجهزة الرئيسية هي:
الأمانة: أمانة اتفاقية التنوع البيولوجي. مقرها في مونتريال وتعمل تحت برنامج الأمم المتحدة للبيئة. وظائفها الرئيسية هي تنظيم الاجتماعات ومشروع الوثائق ومساعدة الحكومات الأعضاء في تنفيذ برنامج العمل والتنسيق مع المنظمات الدولية الأخرى وجمع ونشر المعلومات.
الهيئة الفرعية للمشورة التكنولوجية العلمية والتقنية: إن الهيئة الفرعية للمشورة التكنولوجية العلمية والتقنية. الهيئة الفرعية هي لجنة مكونة من خبراء من حكومات الدول الأعضاء المختصة في المجالات ذات الصلة. انها تلعب دورا رئيسيا في تقديم توصيات إلى مؤتمر الأطراف بشأن القضايا العلمية والتقنية. الاجتماع الثالث عشر للهيئة الفرعية للمشورة التي عقدت من 18 إلى 22 فبراير 2008 منظمة الأغذية والزراعة في روما عاصمة إيطاليا العلمية والتقنية. التقى مندوب في اللجنة الجامعة في الصباح لاستكمال واعتماد توصيات بشأن الاستعراضات المتعمقة لبرامج العمل بشأن التنوع البيولوجي الزراعي والغابات وطريقة عمل الهيئة الفرعية للنظر في القضايا الجديدة والناشئة. الجلسة الختامية التي عقدت في فترة ما بعد الظهر لاعتماد توصيات بشأن التنوع البيولوجي للمياه الداخلية والتنوع البيولوجي البحري والأنواع الغريبة الغازية والتنوع البيولوجي وتغير المناخ. الرئيس الحالي للهيئة الفرعية هو الدكتور سنكا باريودانوفيتش.

## التنفيذ القطري

### استراتيجيات وطنية للتنوع البيولوجي وخطط العمل
«استراتيجيات التنوع البيولوجي وخطط العمل الوطنية (الاستراتيجيات وخطط العمل) هي الأدوات الرئيسية لتنفيذ الاتفاقية على الصعيد الوطني (المادة 6). تقتضي الاتفاقية البلدان على إعداد إستراتيجية وطنية للتنوع البيولوجي (أو أداة ما يعادلها) والتأكد من أن هذه الاستراتيجية تعمم في تخطيط وأنشطة جميع تلك القطاعات التي يمكن أن يكون لها تأثير (إيجابي وسلبي) على التنوع البيولوجي للأنشطة. وحتى 1 فبراير 2012 فإن 173 طرف وضعوا استراتيجيات وخطط العمل وفقا للمادة 6».
على سبيل المثال نفذت المملكة المتحدة ونيوزيلندا وتنزانيا ردود مفصلة للحفاظ على الأنواع الفردية وموائل محددة. الولايات المتحدة وقعت ولكنها لم تصدق بعد على المعاهدة وقد أنتجت أحد برامج التنفيذ أشمل من خلال أنواع برامج الإنعاش وآليات أخرى لفترة طويلة في مكان في الولايات المتحدة للحفاظ على الأنواع.
أنشأت سنغافورة أيضا خطة إستراتيجية وطنية للتنوع البيولوجي وعمل مفصل. مركز التنوع البيولوجي الوطني في سنغافورة يمثل سنغافورة في اتفاقية التنوع البيولوجي.

### التقارير الوطنية
وفقا للمادة 26 من الاتفاقية فيجب على الأطراف تحضير التقارير الوطنية عن حالة تنفيذ الاتفاقية.

## السكرتير التنفيذي لاتفاقية
السكرتير التنفيذي الحالي هو بروليو فيريرا دي سوزا دياس الذي يتولى هذا المنصب منذ 15 فبراير 2012. وكان الدكتور أحمد جوغلاف السكرتير التنفيذي السابق.

## بروتوكول ناغويا
بروتوكول ناغويا بشأن الحصول على الموارد الجينية والتقاسم العادل والمنصف للمنافع الناشئة عن استخدامها الملحق باتفاقية التنوع البيولوجي هو الاتفاق التكميلي لاتفاقية التنوع البيولوجي. إنه يوفر إطارا قانونيا شفافا للتنفيذ الفعال وأحد الأهداف الثلاثة للاتفاقية التنوع البيولوجي: التقاسم العادل والمنصف للمنافع الناشئة عن استخدام الموارد الجينية. اعتمد بروتوكول يوم 29 أكتوبر 2010 في ناغويا بمقاطعة أيشي باليابان ودخل حيز التنفيذ في 12 أكتوبر 2014. الهدف منه هو التقاسم العادل والمنصف للمنافع الناشئة عن استخدام الموارد الجينية وبالتالي تسهم في حفظ واستدامة استخدام التنوع البيولوجي.

## اجتماعات الأطراف في الاتفاقية

### 1994
عقد الاجتماع العادي الأول لأطراف الاتفاقية في نوفمبر وديسمبر 1994 في ناساو بجزر البهاما.

### 1995
عقد الاجتماع العادي الثاني لأطراف الاتفاقية في نوفمبر 1995 في جاكرتا عاصمة اندونيسيا.

### 1996
عقد الاجتماع العادي الثالث في نوفمبر 1996 في بوينس آيرس عاصمة الأرجنتين.

### 1998
عقد الاجتماع العادي الرابع للأطراف في الاتفاقية في شهر مايو 1998 في براتيسلافا عاصمة سلوفاكيا.

### 1999
عقد الاجتماع الاستثنائي الأول لمؤتمر الأطراف في فبراير 1999 في قرطاجنة بكولومبيا.

### 2000
عقد الاجتماع العادي الخامس للأطراف في الاتفاقية في مايو 2000 في نيروبي عاصمة كينيا.

### 2002
عقد الاجتماع العادي السادس للأطراف في الاتفاقية في أبريل 2002 في لاهاي بهولندا.

### 2004
عقد الاجتماع العادي السابع للأطراف في الاتفاقية في فبراير 2004 في كوالا لمبور عاصمة ماليزيا.

### 2006
عقد الاجتماع العادي الثامن لمؤتمر الأطراف في الاتفاقية في مارس 2006 في كوريتيبا بالبرازيل.

### 2008
عقد الاجتماع العادي التاسع للأطراف في الاتفاقية في مايو 2008 في بون بألمانيا.

### 2010
عقد الاجتماع العادي العاشر للأطراف في الاتفاقية في أكتوبر 2010 في ناغويا باليابان.

### 2012
عقد مؤتمر للأطراف في حيدر أباد بالهند 2012 بشأن التنوع البيولوجي ما بين الشركاء القدامى والجدد وبناء على تجارب من العالم بشأن الاحترار العالمي.

### 2014
عقد الاجتماع العادي الثاني عشر للأطراف في الاتفاقية في أكتوبر 2014 في بيونج تشانج بكوريا الشمالية.
تحت شعار «التنوع البيولوجي من أجل التنمية المستدامة» تجمع آلاف من ممثلي الحكومات والمنظمات غير الحكومية والشعوب الأصلية والعلماء والقطاع الخاص في بيونج تشانج للاجتماع الثاني عشر لمؤتمر الأطراف في اتفاقية التنوع البيولوجي.
من 6 إلى 17 أكتوبر 2014 ناقشت الأطراف تنفيذ الخطة الاستراتيجية للتنوع البيولوجي من 2011 إلى 2020 وأهداف أيشي للتنوع البيولوجي لها والتي هي التي يتعين تحقيقها بحلول نهاية العقد. نتائج توقعات التنوع البيولوجي العالمي أبلغت تقرير التقييم الرئيسي للأطراف للمناقشات.
قدم المؤتمر تقييم منتصف المدة لعقد الأمم المتحدة للتنوع البيولوجي المبادرة التي تهدف إلى تعزيز الحفظ والاستعمال المستدام للطبيعة.
في نهاية الاجتماع اعتمد المشاركون «خارطة طريق بيونج تشانج» الذي يتناول طرق لتحقيق التنوع البيولوجي من خلال التعاون في مجال التكنولوجيا والتمويل وتعزيز قدرة البلدان النامية.

### 2016
الاجتماع العادي الثالث عشر للأطراف في الاتفاقية سيعقد في ديسمبر 2016 في لوس كابوس بباخا كاليفورنيا الجنوبية بالمكسيك.

## انتقادات للاتفاقية
على الرغم من أن الاتفاقية تنص صراحة على أن جميع أشكال الحياة تغطيها أحكامه فإن دراسة التقارير الوطنية من الاستراتيجيات وخطط العمل المقدمة من الدول المشاركة في التنوع البيولوجي يظهر أنه في الواقع أن هذا لا يحدث. التقرير الخامس للاتحاد الأوروبي على سبيل المثال يشير بشكل متكرر للحيوانات (وخاصة الأسماك) والنباتات ولكن لا يذكر البكتيريا والفطريات أو الأولانيات على الإطلاق. الجمعية الدولية لحفظ الحياة الفطرية قامت بتقييم أكثر من 100 من هذه الوثائق للأطراف لتغطيتها الفطريات باستخدام معايير لوضع كل في واحدة من ست فئات محددة. تم تقييم الوثائق بأنها جيدة أو كافية بأقل من 10٪ والبقية باعتبارها قاصرة.